# Воробйов Микола Панасович
Мико́ла Пана́сович Воробйо́в (нар.12 жовтня 1941, Мельниківка) — поет, представник Київської і Лаврської шкіл, маляр.

## Біографія
Народився 12 жовтня 1941 року у селі Мельниківка Смілянського району Черкаської області. У 1968 році закінчив філософський факультет Київського університету імені Тараса Шевченка. Член Спілки письменників України (1987).
Один із фундаторів літугрупування «Київська школа поезії». Один із лідерів андеграунду «витісненого покоління».
Оприлюднювати свої твори почав у київському «Самвидаві», збірки «Букініст» (1966) і «Без кори» (1967). Друкувався в офіційних видавництвах з початком горбачовської Перебудови.
У незалежній Україні відзначений рядом премій: імені Павла Тичини (1992), «Благовіст» (1993), від «Приятелів Руху» (1994), імені Тараса Шевченка (2005).
Твори перекладені англійською (збірка «Місяць шипшини», 1992, Канада), іспанською (збірка «Signos», 1994, Бразилія), португальською, німецькою, сербсько-хорватською, румунською, вірменською, польською, російською, грузинською мовами. Брав участь у мистецьких виставках; персональна — в Торонто (1992).
Належить до Лаврської школи поезії, поруч із Олегом Лишегою і Іваном Семененком.
Одружений з Аллою Воробйовою. Донька Миколи Воробйова — відома художниця Гелена Павленко.

## Характеристика творчості
Микола Воробйов тяжіє до медитативно-образних методів нарації у віршуванні, близьких до японської школи «хайку» та китайської поетики епохи Тан. Поетика Воробйова насичена кольоровими екстраполяціями, символічними парадоксами, характерними для ранніх (art nouveau) періодів модерністського дискурсу. Метод та образні ряди Воробйова стали своєрідним фундаментом для деяких феноменів сучасного НМ-дискурсу в українській літературі, зокрема для поезії Василя Герасим'юка, Ярослава Довгана, «Нової деґенерації». Одночасно концептуальна складова поетики Воробйова зупинена на межі неігрової потреби модернізму.